# Rafflesia tengkuadlinii
Rafflesia tengku-adlinii là một loài thực vật có hoa trong họ Rafflesiaceae. Loài này được Salleh & Latiff miêu tả khoa học đầu tiên năm 1989.